# 허무두 문화

허무두 문화의 범위

허무두 문화(河姆渡文化, Hemudu culture, 기원 전 5000년경-기원 전 4500년경)은 중화인민공화국에 존재하는 신석기 시대의 문화로 항저우만 남안에서 저우산 군도에 걸친 지역(현재의 저장성 동부, 닝보시에서 저우산 시)에 펼쳐져 있다. 영파 위야오 시의 하모도촌의 하모도 유적에서 발견되었다고 하여 하모도 문화라고 불린다.

## 개요
허무두 문화는 마자방 문화와 공존하였으며, 이 두 문화는 두 개로 분리되어 뚜렷한 특징을 가지고 있었고, 문화적 교류를 하였다.
허무두 유적은 1973년에 발견되어 1973년부터 1974년 그리고 1977년부터 1978년의 두 번에 걸친 발굴 작업을 했다. 수도의 볍씨가 대량으로 발견되었기 때문에, 인공적으로 대규모의 벼를 재배한 것이 밝혀졌다. 이것은 세계에서 가장 오래된 벼 재배의 예이다. 벼 이외에도 호리병박, 마름, 대추, 연, 도토리, 콩 등의 식물이 유적에서 발견되었다. 이외에도 양, 사슴, 호랑이, 곰, 원숭이 등의 야생 동물이나 물고기 등의 수생생물, 돼지, 개, 소 등의 가축도 발견되었다.
유적에서는 고상식 주거(高床式住居, 지상보다 마루를 높게 한 건물)가 많이 발견되고 있다. 유물들 중 석기는 비교적 적고, 돌도끼 등 공구로서 사용된 마제 석기나 장식품으로서 사용된 것들이 많이 발견되고 있다. 또한 목기나 뼈로 만든 도구도 많이 발견되었다. 그 중 목조어(木雕魚)는 중국 최고의 목제 장식물이다. 또한 나무로 완성된 모양이 붙은 견갑골제의 사(논을 경작하는 도구)나 도, 섬, 활과 화살, 방추나 바늘 등 대량의 방직용의 도구, 뼈로 완성된 피리나 나무북도 발견되었다. 허무두에서는 중국 내에서는 가장 오래된 칠기도 발견되었다. 도기는 흑도, 홍도, 홍회도 등 1000도 전후의 비교적 높은 온도로 구운 것을 볼 수 있어 일정한 기술 수준을 가지고 있었던 것을 알 수 있다. 기하학모양이나 식물문양, 노끈 무늬 등이 새겨져 있고, 안에는 사람의 머리를 본뜬 것이나 배를 본뜬 토기도 있다.
허무두 문화는 태호 주변에서 항저우만 북부에 분포한 마자방 문화(馬家浜文化)와 거의 같은 시기에 해당해, 다른 문화가 서로 서로 영향을 주면서 공존하고 있었다고 추측하고 있다. 허무두 유적에는 근처를 흐르는 요강이 두 번 큰 홍수를 일으켜 유로를 바꾼 자취나, 홍수로 소금물이 논을 침식한 흔적 등이 남아있어, 이러한 재해로부터 유적이 버려졌다고 생각할 수 있다.
미생물이나 꽃가루 등의 분석으로 허무두 문화는 홀로세의 기후 최온난기의 한중간에 성립되었다고 추측된다. 항저우만 부근의 해면 수위의 연구 결과에서는 7000년 전부터 5000년 전까지는 해면이 낮은 위치에서 안정되어 있었지만, 5000년 전부터 3900년 전에는 빈번히 범람하고 있었다. 고마루식의 주거도 잦은 비 등 고온 다습한 기후의 특징에 속하는 산물이다.

## 같이 보기
- 중국의 신석기 문화 목록
- 장강 문명
- 황하 문명
- 마자방 문화